# Кросс, Мелисса
Мелисса Кросс (англ. Melissa Cross) — американская панк-рок-певица и гитаристка в прошлом, и учитель вокала в настоящее время. Кросс имела опыт обучения со многими известными музыкантами, в числе которых Рэнди Блай, Кори Тейлор и Ангела Госсов. Она обучает людей по своей особой методике, которая позволяет петь без повреждения голосовых связок.
Мелисса Кросс имеет некое признание за свою деятельность, некоторые даже называют её «королевой скрима». Она выпустила два своих обучающих DVD, которые на момент 2014 года были распроданы тиражом в более 50 000 экземпляров.

## Биография
Мелисса Кросс с раннего детства связана с музыкой. В шесть лет под влиянием своей бабушки Мелисса уже играла на пианино и к тому моменту уже училась балету и писала свои собственные пьесы. Кросс продолжала заниматься фортепиано, балетом и театром, и в конце концов попала в школу искусств Интерлошена после прослушивания. В тринадцать лет Мелисса начала играть на гитаре, а к четырнадцати годам начала писать свои собственные песни. В то время её кумирами были Дженис Джоплин и Джони Митчелл и она пыталась подражать им, чему её отец был не рад. После Интерлошена Мелисса пошла в театральную школу «Олд Вик». В то время она продолжала увлекаться игрой на гитаре и пела на улицах. Когда Мелисса закончила Олд Вик, она бросила театральную карьеру, чтобы играть в рок-группе.

### Музыкальная карьера
Мелисса Кросс переехала из Англии в Калифорнию, приобрела электрогитару и начала следовать за некоторыми панк-коллективами. В течение года Мелисса перебралась из Сан-Франциско в Лос-Анджелес, чтобы присоединиться к панк-группе под названием The Limit. Мелисса вместе с коллективом выступала на разогреве у таких групп, как X, The Go-Go's, The Circle Jerks, The Plugz, The Blasters и The Textones. Позже данный коллектив познакомился с менеджером The Yardbirds — Саймоном Нейпир-Беллом. Он переделал сингл группы и поменял имидж Мелиссы Кросс. Позже в Великобритании был издан личный двенадцатидюймовый сингл Кросс. В то время она действовала на музыкальной сцене под псевдонимом Мелисса (англ. Melisssa). Потом в 1980-х Мелисса Кросс переехала из Калифорнии в Нью-Йорк, где она спустя годы испытала некую популярность: у неё был свой адвокат, менеджер, а лейблы предлагали ей своё сотрудничество. В то же самое время у неё была наркотическая зависимость. В ночь 9 ноября 1984 года Мелисса провалила своё важное выступление в клубе под названием Tracks. Кросс из-за наркотиков ужасно чувствовала себя и не могла петь в тот момент. Через неделю New York Times написали, что это был конец её карьеры.
Несмотря на этот случай, Мелисса Кросс продолжала свою деятельность на протяжении нескольких лет. Она ходила на встречи анонимных алкоголиков и писала песни, которые временами были исповедальными. Некоторое время она играла на акустической гитаре, но позже вернулась на рок-сцену. Мелисса Кросс снова начала сотрудничать с лейблами, постоянно вспоминая про свой провал в ноябре 84-го года.

### Карьера вокального учителя
Мелисса Кросс перепробовала профессии юридического секретаря и исполнительного помощника, но со временем посчитала, что проводить по восемь часов в день в офисе это не её призвание. В 1990 году Кросс прошла прослушивание в «Music Under New York» и начала петь в метро. Она пела на центральном и пенсильванском вокзалах. Именно в этот момент люди начали просить Мелиссу Кросс, чтобы она их обучила. Одна из её учениц была настолько благодарна, что посоветовала ей зарабатывать этим на жизнь. Количество учеников Кросс постепенно увеличивалось, особенно после размещения рекламы в The Village Voice. В 1997 году Мелисса Кросс начала обучать людей «тяжёлому» вокалу. Также Мелисса Кросс участвует в научных исследованиях и в 2017 году приняла участие в конгрессе Pan American Voice Association (PAVA) совместно с учёным, исследующим человеческий голос — Инго Титце.
Мелисса Кросс выпустила два своих обучающих DVD, которые на момент 2014 года были распроданы тиражом в более 50 000 экземпляров. Кросс обучает людей по своей методике, которая позволяет петь без повреждения голосовых связок, благодаря специальной технике дыхания.
Мелисса Кросс обучала таких музыкантов, как Рэнди Блай (Lamb of God), Кори Тейлор (Slipknot), Джеффри Уэллфэйр (Capture The Crown), Ангела Госсов (Arch Enemy), Робб Флинн, Мелисса Ауф дер Маур и Andrew W.K., а также фронтменов следующих коллективов: Underoath, Cradle Of Filth, Halestorm, A Day To Remember, Bullet For My Valentine, Coheed And Cambria, August Burns Red, Thursday и Killswitch Engage.

## Оценка деятельности
Мелиссу Кросс называют «королевой скрима» (англ. Scream Queen), также Эми Фарнсворт из Seattle Times утверждает, что Мелисса Кросс является «единственной в своём роде». Томас Зондер из Metal Hammer считает, что советы Мелиссы Кросс «идеально подходят не только для поддержки голоса, но и для практики идеального скриминга», а Alternative Press советуют следовать её учениям. Ученики Мелиссы Кросс позитивно отзывались о её деятельности (в частности, Рэнди Блай и Ангела Госсов).

## К дальнейшему чтению
- Leppänen, Arttu. Heavylaulun särötekniikat ja niiden opettaminen (фин.) : дисс. — Karelia-amk, 2014.